# Acanthochitona roseojugum
Acanthochitona roseojugum är en blötdjursart som beskrevs av Israel Lyons 1988. Acanthochitona roseojugum ingår i släktet Acanthochitona och familjen Acanthochitonidae. Inga underarter finns listade i Catalogue of Life.